# Camino (Californië)
Camino is een plaats in El Dorado County in Californië in de VS. Het totale bevolkingsaantal bedraagt ongeveer 5000. Het bevindt zich op een hoogte van ongeveer 900-1000 meter en krijgt regelmatig sneeuw. In de herfst is Camino vooral bekend om zijn appels. Het wordt daarom ook Apple Hill genoemd. Het bevindt zich tussen Sacramento en Lake Tahoe.